# Settle
Settle is een Civil parish in het bestuurlijke gebied Craven, in het Engelse graafschap North Yorkshire. De plaats telt 2564 inwoners.

## Geboren
- John Newman (1990), zanger

## Trivia
- Settle haalde op 2 januari 2009 het wereldnieuws met het verhaal van een uitbater van een doe-het-zelfzaak die op tweede kerstdag zichzelf en zijn drie personeelsleden vrijaf wilde geven. De man waagde het om zijn winkel open te laten, maar dan wel zonder personeel. Er lag gewoon een briefje aan de toonbank waarop gevraagd werd het bedrag in een doos te deponeren. Op het einde van de dag bleek de stock en de hoeveelheid geld in de doos te kloppen.[1]